# Ferrante & Teicher
Ferrante & Teicher è stato un duo di pianisti statunitensi, noto per i suoi arrangiamenti di brani popolari di musica classica, colonne sonore e pezzi da musical.

## Storia del gruppo
Arthur Ferrante (7 settembre 1921, New York City - 19 settembre 2009) e Louis Teicher (24 agosto 1924, Wilkes-Barre, Pennsylvania - 3 agosto 2008) si conobbero mentre studiavano alla Juilliars School of Music in New York e cominciarono a suonare il piano in tenera età. Considerati dei ragazzini prodigio, iniziarono la loro attività concertistica giovanissimi. Prima ancora di ottenere la laurea iniziarono l'attività in duo che portarono avanti assieme per tutta la loro vita.
Nel 1947 intrapresero una carriera concertistica a tempo pieno, prima nei night club, poi in esibizioni di musica classica con orchestra al seguito. Tra il 1950 e il 1980 furono tra i principali artisti easy listening d'America e ottennero numerosi successi discografici.
Fra i loro maggiori successi si possono citare: "Theme from The Apartment", "Exodus", "Tonight" e "Midnight Cowboy". Essi realizzarono frequenti registrazioni con le maggiori orchestre pop tra le quali si ricordano quelle dirette da George Gershwin, Jerome Kern, Cole Porter, Richard Rodgers ed altre ancora.
Essi fecero anche sperimentazioni di avanguardia musicale, eseguita con pianoforti preparati, seguendo le sperimentazioni di John Cage. Inserendo pezzi di carta, gomma, legno, metallo, catene, vetro ed altri materiali fra le corde del pianoforte riuscivano a produrre dei suoni, spesso bizzarri, che riproducevano il suono di strumenti a percussione simili a quelli prodotti da sintetizzatori elettronici.
Ferrante & Teicher si ritirarono nel 1989. La loro musica continua a essere pubblicata in CD, alcuni dei quali contengono anche degli inediti.

## Discografia

### Anni '50
- Mississippi Boogie/African Echoes (1952)  Joe Davis Records
- Piano Playhouse (1952) MGM E209
- Hi-Fireworks (1953) Columbia CL-573
- Can-Can & Me & Juliet (1954) Columbia CL-6264
- Continental Holiday (1954) Columbia CL-6291
- Rhapsody (1955) Urania URA-78011
- Rachmaninoff Two-Piano Suites (1955) Westminster XWN-18059
- Original Variations for Two Pianos (1955) Westminster XWN-18169
- Ravel/Debussy (1955) Westminster XWN-18219
- Encores! (1955) Westminster XWN-18786
- Postcards From Paris (1955) Westminster WP-6001
- Adventure In Carols (1955) Westminster WP-6021
- Soundproof (1956) Westminster WP-6014
- Soundblast (1956) Westminster WP-6041
- Heavenly Sounds In Hi-Fi (1957) ABC ABCS-221
- Ferrante & Teicher With Percussion (1958) ABCS-248
- Blast Off (1959) ABCS-285 (Re-Released in the 1960s under the title We Got Rhythm)
- Play Light Classics (1959) ABCS-313
- Themes From Broadway Shows (1959) ABCS-336

### Anni '60
- Dream Concerto (1960) UAS-6103
- Dynamic Twin Pianos (1960) WWS-8504
- The World's Greatest Themes (1960) UAS-6121
- Latin Pianos (1960) UAS-6135
- Golden Piano Hits (1961) WWS-8505
- Goodbye Again OST (1961) UAS-5091
- Love Themes (1961) WWS-8514
- West Side Story (1961) UAS-6166
- Tonight! (1961) UAS-6171
- Golden Themes From Motion Pictures (1962) UAS-6210
- Pianos In Paradise (1962) UAS-6230
- Snowbound (1962) UAS-6233
- The Keys To Her Apartment (1962) UAS-6247
- Love Themes From Cleopatra (1963) UAS-6290
- Holiday For Pianos (1963) UAS-6298
- Concert For Lovers (1963) UAS-6315
- Fifty Fabulous Favorites (1964)UAS-6343
- My Fair Lady (1964) UAS-6361
- The People's Choice (1964) UAS-6385
- Springtime (1964) UAS-6406
- By Popular Demand (1965) UAS-6416
- Only The Best (1965) UAS-6434
- A Rage To Live OST (1965) UAS-5130
- The Ferrante & Teicher Concert-Part 1 (1965) UAS-6444
- The Ferrante & Teicher Concert-Part 2 (1965) UAS-6475
- For Lovers Of All Ages (1966) UAS-6483
- You Asked For It!(1966) UAS-6526
- We Wish You A Merry Christmas (1966) UAS-6536
- Our Golden Favorites (1967) UAS-6556
- A Man & A Woman (1967) UAS-6572
- In the Heat Of The Night (1967) UAS-6624
- Live For Life (1967) UAS-6632
- The Painted Desert (1968) UAS-6636
- A Bouquet Of Hits (1968) UAS-6659
- Love In The Generation Gap (1968) UAS-6671
- Listen To the Movies With Ferrante & Teicher (1969) UAS-6701
- Midnight Cowboy (1969) UAS-6725

### Anni '70
- Getting Together (1970) UAS-5501
- Love Is A Soft Touch (1970) UAS-6771
- The Best Of Ferrante & Teicher (1970) UXS-73
- The Music Lovers (1971) UAS-6792
- It's Too Late (1971) UAS-5531
- Fiddler on the Roof (1972) UAS-5552
- Play The Hit Themes (1972) UAS-5588
- Salute Nashville (1972) UAS-5645
- Hear And Now (1973) UA-LA018F
- The Roaring Twenties (1973) UA-LA072F
- Killing Me Softly (1974) UA-LA118F
- Dial "M" For Music (1974) UA-LA195F
- Greatest Love Themes of the 20th Century (1975) UA-LA101-G2
- In A Soulful Mood (1975) UA-LA227G
- Beautiful, Beautiful (1975) UA-LA316G
- Body & Soul (1975) UA-LA360G
- The Carpenters Songbook (1976) UA-LA490G
- Fill the World With Love (1976) UA-LA547G
- Spirit Of "'76" (1976) UA-LA573G
- Piano Portraits (1977) UA-LA585G
- Feelings (1977) UA-LA662G
- Rocky & Other Knockouts (1977) UA-LA782G
- Star Wars (1978) UA-LA855G
- You Light Up My Life (1978) UA-LA908G
- Supermen (1979) UA-LA941G
- Classical Disco (1979) UA-LA980G

### Anni '80
- 30th Anniversary-On Stage (1984) Avant-Garde (Bainbridge) AVG-1001
- A Few Of Our Favorites-On Stage (1985) Avant-Garde (Bainbridge) AVG-1002
- American Fantasy-On Stage (1986) Avant-Garde (Bainbridge) AVG-1003
- Dos Amigos (1988) Avant-Garde (Bainbridge) AVG-1004

### Anni '90
- 40th Anniversary-On Stage (1992) Avant-Garde (Intersound) AVG-1005
- All-Time Great Motion Picture Themes (1993) 0777-7-98823-2
- The Ferrante & Teicher Collection (1998) Avant-Garde (Varese Sarabande Vintage) AVG-1006

### Anni 2000
- The Sound of Music (2000) Avant-Garde/Varese Sarabande Records AVG-1007
- Denizens Of The Deep (2001) Avant-Garde /Varese Sarabande Records 302 066 261 2
- Can-Can and Me & Juliet/Continental Holiday (2001) Sony/Collectables Records CDL-CD-6692
- Christmas Is So Special (2000) 724352905720
- Great 1970's Motion Picture Themes (2001) 72435-30518-2
- America Forever (2002) Avant-Garde/Varese Sarabande Records 302 066 312 2

### Apparizioni
- Filme, Die Man Nicht Vergisst      United Artists Records
- Music To Read James Bond By      United Artists Records
- Dusty Fingers Volume One  "Lady Love"     Strictly Breaks Records 1997
- Ultra-Lounge - Christmas Cocktails Part Two  Capitol Records 1997
- Ultra-Lounge Vol. 16 - Mondo Hollywood Capitol Records 1997
- The Best Of Blue Juice      Blue Note 2001
- Hard To Find Orchestral Instrumentals II Eric Records 2003